# Luka (Bor)
Luka (Kyrillisch: Лука) ist ein Dorf in der Opština Bor und im Okrug Bor im Osten Serbiens.
Es befindet sich zwölf Kilometer nördlich von Bor auf etwa 380 m Höhe im Quellgebiet des Flüsschens Ravna reka. Luka liegt am Fuß des Bergrückens Deli Jovan (1136 m).

## Einwohner
Die Volkszählung 2002 (Eigennennung) ergab, dass 612 Menschen im Dorf leben.
Weitere Volkszählungen:
- 1948: 1.082
- 1953: 1.093
- 1961: 1.022
- 1971: 936
- 1981: 849
- 1991: 702